# آشوت-ساهاک واسپوراکان
آشوت-ساهاک واسپوراکان (ارمنی: Աշոտ-Սահակ Արծրունի; انگلیسی: Ashot-Sahak of Vaspurakan; درگذشته ۹۹۱ میلادی) چهارمین پادشاه پادشاهی واسپوراکان بود که بین سال‌های ۹۶۸/۹۶۹ تا ۹۹۱ میلادی سلطنت کرد.